# Seleção Polonesa de Futebol Sub-20
A Seleção Polonesa de Futebol Sub-20, também conhecida por Polônia Sub-20, é a seleção polonesa de futebol formada por jogadores com idade inferior a 20 anos.